# مارک هوبرمن
مارک هوبرمن (انگلیسی: Mark Huberman؛ زادهٔ ۱۹۸۱ میلادی) هنرپیشه اهل ایرلند است. از فیلم‌ها و مجموعه‌های تلویزیونی که وی در آن نقش داشته‌است، می‌توان به جوخه برادران، درمانگاه، دریا، نوبل و وایکینگ‌ها اشاره کرد.